# Línea 5 Biología Marina (Comodoro Rivadavia)
La línea 5 Biología Marina es una línea de colectivos urbana de Comodoro Rivadavia, bajo concesión de la empresa Transporte Patagonia Argentina desde 2007 que une el B° Abel Amaya con el B° 30 de Octubre, Pueyrredón, Roca, José Fuchs, 13 de Diciembre, 9 de Julio, Centro, km.3 y viceversa. 

## Horarios de salida
Salida de la terminal del barrio 30 de octubre
- 6:45hs
- 12:00hs

Salida del colegio Biología marina
- 18:00hs

## Cuadro Tarifario
| Boleto                      | Tarifa    |
| --------------------------- | --------- |
| Primera sección (Urbano)    | $22       |
| Segunda sección (Suburbano) | $23.52    |
| Tercera sección (Diadema)   | No aplica |
| Cuarta sección (Rada Tilly) | No aplica |
| Estudiante                  | $11       |
| Jubilado                    | $11       |
| Discapacitado               | $0.00     |
| Policía del Chubut          | $0.00     |

En el caso de los boletos de estudiante y jubilado reciben un subsidio de la municipalidad de Comodoro Rivadavia que les cubre un 50% del valor del boleto en 2 pasajes díarios, mientras que el restante 50% lo proporciona el gobierno de Chubut a través del TEG Chubut.

## Recorrido principal
Ida
| BUS2 | KBHFa |

|  | BHF |

|  | BHF |

|  | BHF |

|  | BHF |

|  | BHF |

|  | BHF |

|  | BHF |

|  | BHF |

|  | BHF |

|  | BHF |

|  | BHF |

|  | BHF |

|  | BHF |

|  | BHF |

|  | BHF |

|  | BHF |

|  | BHF |

|  | BHF |

|  | BHF |

|  | BHF |

|  | BHF |

|  | BHF |

|  | BHF |

|  | BHF |

|  | BHF |

|  | BHF |

|  | BHF |

|  | BHF |

|  | BHF |

|  | BHF |

|  | BHF |

|  | BHF |

|  | BHF |

|  | KBHFe |

Regreso:
| BUS | KBHFa |

|  | BHF |

|  | BHF |

|  | BHF |

|  | BHF |

|  | BHF |

|  | BHF |

|  | BHF |

|  | BHF |

|  | BHF |

|  | BHF |

|  | BHF |

|  | BHF |

|  | BHF |

|  | BHF |

|  | BHF |

|  | BHF |

|  | BHF |

|  | BHF |

|  | BHF |

|  | BHF |

|  | BHF |

|  | BHF |

|  | BHF |

|  | BHF |

|  | BHF |

|  | BHF |

|  | BHF |

|  | BHF |

|  | BHF |

|  | KBHFe |